# Jeboehlkia gladifer
Jeboehlkia gladifer är en fiskart som beskrevs av Robins, 1967. Jeboehlkia gladifer ingår i släktet Jeboehlkia och familjen havsabborrfiskar. Inga underarter finns listade i Catalogue of Life.